# Värmskog
Värmskog är kyrkbyn i Värmskogs socken och en småort i  Grums kommun, Värmlands län belägen vid sjön Värmeln. 2015 hade folkmängden i området minskat och småorten upplöstes.
I Värmskog finns Värmskogs kyrka och STF:s vandrarhem i härbren samt Degerbyns lanthandel, Föräldrakoopertivt daghem, låg och mellanstadieskola (åk 0-6), Värmskogs café,  LM Ericssons minnesgård, Stentorget m.m.  
Den tidigare poststationen ligger vid det sund som förenar de båda Värmeln-sjöarna.